# Бразилия на зимних Олимпийских играх 2002
Бразилия принимала участие в Зимних Олимпийских играх 2002 года в Солт-Лейк-Сити (США) в четвёртый раз за свою историю, но не завоевала ни одной медали.

## Состав сборной
Сборную страны представляли 10 спортсменов, в том числе восемь мужчин и две женщины; они соревновались в 4 видах спорта:
- горнолыжный спорт
- бобслей
- лыжные гонки
- санный спорт.

Самым молодым участником сборной был 18-летний горнолыжник Николай Хенч. Самой старшей участницей была 36-летняя лыжница Франциска Бескехази.

## Результаты

### Горнолыжный спорт
Состязания по гигантскому слалому состоялись в Парк-Сити: у мужчин — 21 февраля, у женщин — 22 февраля.
Мужчины
| Спортсмен    | Соревнование      | 1 спуск | 2 спуск           | Итог              | Итог  |
| Спортсмен    | Соревнование      | Время   | Время             | Время             | Место |
| ------------ | ----------------- | ------- | ----------------- | ----------------- | ----- |
| Николай Хенч | Гигантский слалом | 1:23.07 | дисквалифицирован | дисквалифицирован | —     |

Женщины
| Спортсменка     | Соревнование      | 1 спуск | 2 спуск | Итог    | Итог  |
| Спортсменка     | Соревнование      | Время   | Время   | Время   | Место |
| --------------- | ----------------- | ------- | ------- | ------- | ----- |
| Мирелла Арнольд | Гигантский слалом | 1:37.44 | 1:36.30 | 3:13.74 | 48    |